# Plužac
Plužac (cyr. Плужац) – wieś w Serbii, w okręgu kolubarskim, w gminie Osečina. W 2011 roku liczyła 517 mieszkańców.